# 湊剛
湊 剛（みなと つよし、1992年6月29日 - ）は、日本の俳優、声優である。劇団若草所属。

## 出演

### 舞台
- Pippi（2004年）
- アニー（2005年）
- 大阪から来た女

## 声優

### アニメ
- 蟲師（2005年）

### ラジオドラマ
- がんばれかあさん（2005年）
- クライマーズ

### 吹き替え
- シャークボーイ&マグマガール 3-D（ライナス、マイナス）